# Liste des maires de Châtenay-Malabry
La liste des maires de Châtenay-Malabry présente la liste des maires de la commune française de Châtenay-Malabry, située dans le département des Hauts-de-Seine en région Île-de-France.
Une plaque commémorative reprend la liste de ces maires dans le hall de l'Hôtel de Ville de Châtenay-Malabry.

## Liste des maires

### Entre 1790 et 1944
| Période          | Période           | Identité                           | Étiquette | Qualité |
| ---------------- | ----------------- | ---------------------------------- | --------- | --- |
| 7 février 1790   | 1791              | Marie-Étienne Antoine Louis Bouvet |           | |
| 13 novembre 1791 | 1793              | Jean Antoine Courtois              |           | |
| 17 mars 1793     | 1795              | Germain Petifils                   |           | |
| 20 juillet 1795  | 1796              | Louis Alexandre Mouette            |           | |
| 1796             | 1799              | Antoine Tessier du Breuil          |           | |
| 1799             | 1815              | Louis Alexandre Mouette            |           | |
| 1815             | 1815              | Joseph Nicolas Fournier            |           | |
| 1815             | 1818              | Louis Alexandre Mouette            |           | |
| 1818             | 1820              | M. Marochetti                      |           | |
| 1820             | 1826              | Jean Louis Quiclet (1763-1855)     |           | Bijoutier orfèvre |
| 1826             | 1831              | Thomas Philippe Edme Foucher       |           | Notaire |
| 1826             | 1831              | Auguste François Alexandre Griois  |           | Notaire |
| 1831             | 1858              | Pierre François Benjamin Chevalier |           | |
| 1858             | 14 février 1868   | Augustin Artus Desprez (1786-1868) |           | Notaire, président de la Chambre des notaires de Paris Décédé en fonction                                                           |
| 16 juin 1868     | 1870              | Jean-Gabriel Croux, (1817-1883)    |           | Pépiniériste et négociant en arbres                                                                                                 |
| 1870             | 1871              | Charles-Jules Sédille (1806-1871)  |           | Architecte |
| 1871             | 1884              | Jules Eugène Sinet                 |           | Jardinier |
| 1884             | 1893              | François Jules Bourdaloue          |           | |
| 1893             | 1897              | Gustave Robin                      |           | |
| 15 avril 1897    | 1907              | Antoine Ignace Arthur Amat         |           | |
| 1907             | 1910              | Eugène Pouvreau                    | SFIO      | |
| décembre 1910    | mai 1925          | Arthur Brochet                     | SFIO      | Administrateur-directeur des pépinières Croux                                                                                       |
| mai 1925         | 11 septembre 1938 | Jean Longuet (1876-1938)           | SFIO      | Avocat et journaliste Député de la Seine (1914 → 1919 et 1932 → 1936) Conseiller général de Sceaux (1929 → 1938) Décédé en fonction |
| 21 octobre 1938  | 12 août 1944      | Gaston Richet (1879-1965)          | SFIO      | Émailleur sur métaux et artiste peintre                                                                                             |

### Depuis 1944
Depuis la Libération, sept maires se sont succédé à la tête de la commune.
| Période      | Période                        | Identité             | Étiquette                  | Qualité |
| ------------ | ------------------------------ | -------------------- | -------------------------- | --- |
| août 1944    | octobre 1947                   | Gaston Richet        | SFIO                       | Émailleur sur métaux et artiste peintre, résistant Libération-Nord Maire depuis 1938, président du Comité local de libération en 1944 |
| octobre 1947 | mars 1965                      | Constant Mougard     | SFIO                       | Employé des postes et syndicaliste, résistant Libération-Nord |
| mars 1965    | janvier 1976                   | André Mignon         | SFIO puis PS               | Instituteur Mort en fonction |
| avril 1976   | avril 1992                     | Jean Vons            | PS                         | Conseiller général de Sceaux (1979 → 1985) Conseiller général de Châtenay-Malabry (1985 → 1992) Démissionnaire après sa défaite aux élections cantonales de 1992 |
| avril 1992   | juin 1995                      | Jean-François Merle, | PS                         | Haut fonctionnaire, conseiller d’État Notamment conseiller technique du premier ministre Michel Rocard |
| juin 1995    | mai 2020                       | Georges Siffredi     | RPR puis RPF puis UMP → LR | Directeur de société Député des Hauts-de-Seine (2002 → 2005 et 2009 → 2010) Conseiller général de Châtenay-Malabry (1992 → 1998 et 2011 → 2015) Conseiller départemental de Châtenay-Malabry (2015 → ) Président du conseil départemental des Hauts-de-Seine (2020 → ) Vice-président de la métropole du Grand Paris (2016 → ) Vice-président de l'EPT Vallée Sud Grand Paris (2016 → 2020) |
| 28 mai 2020  | En cours (au 10 décembre 2024) | Carl Segaud          | LR                         | Ancien directeur de cabinet de Georges Siffredi Conseiller régional d'Île-de-France (2021 → ) Vice-président de l'EPT Vallée Sud Grand Paris (2020 → ) |

## Conseil municipal actuel
Les 39 sièges composant le conseil municipal ont été pourvus le 15 mars 2020 lors du premier tour de scrutin. Actuellement, il est réparti comme suit : 

## Résultats des élections municipales
- Élection municipale de 2020

À cause de la pandémie de Covid-19, les conseils municipaux d'installation (dans les communes pourvues au premier tour) n'ont pu avoir lieu dans les délais habituels. Un décret publié au JORF du 15 mai 2020 en a ainsi fixé la tenue entre les 23 et 28 mai. À Châtenay-Malabry, il a eu lieu le 28 mai 2020.
|                                               | Georges Siffredi * | LR-UDI-MoDem        | 5 043  | 65,37  | 33 | 1 |  |  |
| Avec Georges Siffredi, bien vivre notre ville |                    |                     | 5 043  | 65,37  | 33 | 1 |  |  |
|                                               | Stéphane Dieudonné | DVG-PS-EÉLV-PCF-LFI | 2 671  | 34,62  | 6  | 0 |  |  |
| Collectif Citoyen Châtenaisien                |                    |                     | 2 671  | 34,62  | 6  | 0 |  |  |
|                                               |                    |                     |        |        |    |   |  |  |
| Inscrits                                      | Inscrits           | Inscrits            | 19 398 | 100,00 |    |   |  |  |
| Abstentions                                   | Abstentions        | Abstentions         | 11 347 | 58,50  |    |   |  |  |
| Votants                                       | Votants            | Votants             | 8 051  | 41,50  |    |   |  |  |
| Blancs et nuls                                | Blancs et nuls     | Blancs et nuls      | 337    | 4,19   |    |   |  |  |
| Exprimés                                      | Exprimés           | Exprimés            | 7 714  | 95,81  |    |   |  |  |
| * Liste du maire sortant                      |                    |                     |        |        |    |   |  |  |

- Élection municipale de 2014

|                                           | Georges Siffredi * | UMP-UDI        | 6 784  | 66,60  | 34 | 8 |  |  |
| Avec Georges Siffredi, notre ville avance |                    |                | 6 784  | 66,60  | 34 | 8 |  |  |
|                                           | Sylvie Delaune     | PS-PCF-EELV    | 2 317  | 22,74  | 4  | 1 |  |  |
| Agir autrement pour Châtenay-Malabry      |                    |                | 2 317  | 22,74  | 4  | 1 |  |  |
|                                           | Geneviève Colomer  | FG             | 904    | 8,87   | 1  | 0 |  |  |
| Chatenay, c'est à vous !                  |                    |                | 904    | 8,87   | 1  | 0 |  |  |
|                                           | Delfina De Matos   | DVG            | 180    | 1,76   | 0  | 0 |  |  |
| Ville prospère                            |                    |                | 180    | 1,76   | 0  | 0 |  |  |
|                                           |                    |                |        |        |    |   |  |  |
| Inscrits                                  | Inscrits           | Inscrits       | 18 801 | 100,00 |    |   |  |  |
| Abstentions                               | Abstentions        | Abstentions    | 7 940  | 42,23  |    |   |  |  |
| Votants                                   | Votants            | Votants        | 10 861 | 57,77  |    |   |  |  |
| Blancs et nuls                            | Blancs et nuls     | Blancs et nuls | 676    | 6,22   |    |   |  |  |
| Exprimés                                  | Exprimés           | Exprimés       | 10 185 | 93,78  |    |   |  |  |
| * Liste du maire sortant                  |                    |                |        |        |    |   |  |  |

- Élection municipale de 2008

|                                                | Georges Siffredi *   | UMP            | 5 660  | 52,77  | 31 |  |  |  |
| Nous prenons notre ville à cœur                |                      |                | 5 660  | 52,77  | 31 |  |  |  |
|                                                | Michèle Canet        | PS-PCF-PRG-MRC | 2 970  | 27,69  | 5  |  |  |  |
| Ensemble pour une ville citoyenne et solidaire |                      |                | 2 970  | 27,69  | 5  |  |  |  |
|                                                | Cécile Franchet      | DVG-Verts      | 1 174  | 10,95  | 2  |  |  |  |
| Tous ensemble à la mairie                      |                      |                | 1 174  | 10,95  | 2  |  |  |  |
|                                                | Jean-Pierre Bozzonne | MoDem          | 921    | 8,59   | 1  |  |  |  |
| Vivre ensemble, les démocrates châtenaisiens   |                      |                | 921    | 8,59   | 1  |  |  |  |
|                                                |                      |                |        |        |    |  |  |  |
| Inscrits                                       | Inscrits             | Inscrits       | 18 072 | 100,00 |    |  |  |  |
| Abstentions                                    | Abstentions          | Abstentions    | 6 985  | 38,65  |    |  |  |  |
| Votants                                        | Votants              | Votants        | 11 087 | 61,35  |    |  |  |  |
| Blancs ou nuls                                 | Blancs ou nuls       | Blancs ou nuls | 362    | 3,27   |    |  |  |  |
| Exprimés                                       | Exprimés             | Exprimés       | 10 725 | 96,73  |    |  |  |  |
| * Liste du maire sortant                       |                      |                |        |        |    |  |  |  |

## Pour approfondir